# フランク・ラゴルス
フランク・ラゴルス（Franck Lagorce、1968年9月1日 - ）は、フランスの元レーシングドライバー。1992年のフランスF3選手権チャンピオン。

## 経歴

### カート
レーシングカートでキャリアをスタートし、1981年のフランスカート選手権チャンピオンを獲得する。

### 四輪デビュー
1988年、19歳でフォーミュラ・フォードに乗り、ミッション付きの四輪にステップアップする。エリック・エラリー、クリストフ・ブシュー、ジャン＝クリストフ・ブイヨンはFF1600からの同期だった。初年度にランキング5位になり、1989年に同4位へ上昇。1990年からはフランス・フォーミュラ・ルノーに参戦し、1勝を挙げランキング2位を獲得。なお、チャンピオン争いで戦ったのはエマニュエル・コラールだった。

### フォーミュラ3
1991年より、ブイヨンと共にフランス・フォーミュラ3選手権へとカテゴリーを上げる。ここでオリビエ・パニス、ブシュー、エリック・チェリと戦い、1勝を挙げランキング4位を獲得。1992年にエマニュエル・クレリコ、ブイヨンとタイトル争いをし、シーズン3勝を挙げてシリーズチャンピオンを獲得する。同年はソノートチームよりポルシェ・カレラカップにも参戦した。

### フォーミュラ3000
F3タイトル獲得により、元F1ドライバーのルネ・アルヌーらが首脳を務めるF3000での強豪DAMSにオリビエ・パニスのパートナーとして招かれ、1993年シーズンより国際F3000にステップアップ。中盤パニスが3連勝しタイトル争いをリードすると、ラゴルスも終盤にF3000初優勝を含む2連勝でライバルであるペドロ・ラミーやデビッド・クルサード、ジル・ド・フェランに高ポイント獲得を許さずDAMSのタイトル争いに貢献。パニスのシリーズチャンピオン獲得をサポートするとともに、自身もランキング4位に入った。この結果パニスはF1リジェのシートを獲得し、ラゴルスも同じくリジェでテスト走行の機会が与えられた。
1994年、自らの国際F3000タイトル獲得を目指し、アポマトクスへと移籍。F3時代からのライバルであるクレリコとコンビを組んだ。ラゴルスの後任としてDAMS入りしたジャン＝クリストフ・ブイヨンとシーズンを通してタイトル争いをし、ラゴルスは第5戦までに2勝し全戦ポイントを獲得していたが、ブイヨンが終盤3戦連続の優勝で逆転しチャンピオンを獲得。ラゴルスは2ポイント及ばずランキング2位となった。

### フォーミュラ1
F3000でタイトル争いをしていた1994年9月、リジェの所有者となっていたフラビオ・ブリアトーレとトム・ウォーキンショーを中心に、チェーザレ・フィオリオをリジェのチーム監督として招聘するなどチーム内部が揺れ動いていたが、これらはリジェのルノーV10エンジン使用権をベネトンへと移行させるためのものだった。その一環としてリジェのドライバー人事も流動的になり、開幕から9月末までリジェの25号車をドライブしていたのはエリック・ベルナールだったが、ベネトンがチーム・ロータスのエースジョニー・ハーバートの獲得を画策し、前段階として極度の資金難となっていたロータスからブリアトーレがハーバートの契約を買い取り、代わりにベルナールをロータスへと放出。ハーバートは第14戦ヨーロッパGPの1戦のみリジェの25号車で走り、ベネトンへと加入した。空席となったリジェの25号車にはテストドライバーとしてリジェと契約していたラゴルスが第15戦日本GPから乗ることになり、第16戦（最終戦）オーストラリアGPまでの2戦、F1グランプリに参戦。台風により豪雨となった日本GPでは、他の多くのマシンと同じく11周目に雨に足を取られスピンを喫しリタイアとなったが、予選では同じマシンに乗るパニスの19位に続き、直後の20位タイムを出していた。オーストラリアでは予選20位グリッドから2時間近いレースを走り抜き、11位で完走した。
翌1995年までリジェのテストドライバーを務め、1996年からはイタリアのフォルティでテストドライバーを務めた。

### スポーツカーレース
1997年からはスポーツカー・レースを主戦場とした。ル・マン24時間レースでは1996年に総合2位を獲得し、2003年まで10回の参戦歴を持つ。

## レース戦績

### フランス・フォーミュラ3選手権
| 年     | エントラント | シャーシ      | エンジン | 1     | 2      | 3      | 4     | 5     | 6       | 7       | 8     | 9      | 10    | 11    | 12    | 順位 | ポイント |
| ------ | ------------ | ------------- | -------- | ----- | ------ | ------ | ----- | ----- | ------- | ------- | ----- | ------ | ----- | ----- | ----- | ---- | -------- |
| 1991年 | プロマテクメ | ダラーラ F391 | オペル   | NOG 8 | LED 10 | MAG 6  | PAU 9 | DIJ 1 | CHA 4   | ROU Ret | MAG 1 | ALB 14 | BUG 3 | CET 3 | ARN 3 | 4位  | 81       |
| 1992年 | プロマテクメ | ダラーラ F392 | オペル   | LED 1 | NOG 4  | MAG 14 | DIJ 1 | PAU 3 | ROU Ret | MAG 1   | LEC 8 | ALB 2  | BUG 4 | CET 3 |       | 1位  | 100      |

- 太字はポールポジション、斜字はファステストラップ。

### マカオグランプリF3
| 年     | チーム                 | シャーシ/エンジン             | 予選 | レース1 | レース2 | 総合順位 |
| ------ | ---------------------- | ----------------------------- | ---- | ------- | ------- | -------- |
| 1991年 | Formula Project Equipe | レイナード 913 アルファロメオ | 30位 | DNS     | 22位    | NC       |

### 国際F3000選手権
| 年     | チーム       | シャーシ        | エンジン       | 1     | 2     | 3     | 4      | 5       | 6      | 7      | 8     | 9     | 順位 | ポイント |
| ------ | ------------ | --------------- | -------------- | ----- | ----- | ----- | ------ | ------- | ------ | ------ | ----- | ----- | ---- | -------- |
| 1993年 | DAMS         | レイナード・93D | コスワース DFV | DON 8 | SIL 4 | PAU 7 | PER 11 | HOC DNS | NÜR 11 | SPA 10 | MAG 1 | NOG 1 | 4位  | 21       |
| 1994年 | アポマトクス | レイナード・94D | コスワース DFV | SIL 1 | PAU 5 | CAT 5 | PER 2  | HOC 1   | SPA 13 | EST 8  | MAG 2 |       | 2位  | 34       |

- 太字はポールポジション、斜字はファステストラップ (key)。

### F1
(key)
| 年     | エントラント | シャーシ | エンジン | 1   | 2   | 3   | 4   | 5   | 6   | 7   | 8   | 9   | 10  | 11  | 12  | 13  | 14  | 15      | 16     | WDC | ポイント |
| ------ | ------------ | -------- | -------- | --- | --- | --- | --- | --- | --- | --- | --- | --- | --- | --- | --- | --- | --- | ------- | ------ | --- | -------- |
| 1994年 | リジェ       | JS39B    | ルノー   | BRA | PAC | SMR | MON | ESP | CAN | FRA | GBR | GER | HUN | BEL | ITA | POR | EUR | JPN Ret | AUS 11 | NC  | 0        |

### ル・マン24時間レース
| 年     | チーム                       | コ・ドライバー                                    | 使用車両                        | クラス   | 周回 | 総合順位 | クラス順位 |
| ------ | ---------------------------- | ------------------------------------------------- | ------------------------------- | -------- | ---- | -------- | ---------- |
| 1994年 | クラージュ・コンペティション | アンリ・ペスカロロ アラン・フェルテ               | クラージュ・C32LM-ポルシェ      | LMP1 C90 | 142  | DNF      | DNF        |
| 1995年 | クラージュ・コンペティション | アンリ・ペスカロロ エリック・ベルナール           | クラージュ・C41-シボレー        | WSC      | 26   | DNF      | DNF        |
| 1996年 | ラ・フィリエ エルフ          | アンリ・ペスカロロ エマニュエル・コラール         | クラージュ・C36-ポルシェ        | LMP1     | 327  | 7位      | 2位        |
| 1997年 | DAMS                         | ジャン＝クリストフ・ブイヨン エリック・ベルナール | パノス・エスペランテ GTR-1      | GT1      | 149  | DNF      | DNF        |
| 1998年 | NISMO TWR                    | ジョン・ニールセン ミハエル・クルム               | 日産・R390 GT1                  | GT1      | 342  | 5位      | 5位        |
| 1999年 | AMG-メルセデス               | ベルント・シュナイダー ペドロ・ラミー             | メルセデス・ベンツ・CLR         | LMGTP    | 76   | DNF      | DNF        |
| 2000年 | チーム・キャデラック         | アンディ・ウォレス ブッチ・ライツィンガー         | キャデラック・ノーススター・LMP | LMP900   | 291  | 21位     | 11位       |
| 2001年 | パノス・モータースポーツ     | デビッド・ブラバム ヤン・マグヌッセン             | パノス・LMP07                   | LMP900   | 85   | DNF      | DNF        |
| 2002年 | ペスカロロ・スポール         | セバスチャン・ボーデ ジャン＝クリストフ・ブイヨン | クラージュ・C60-プジョー        | LMP900   | 343  | 10位     | 9位        |
| 2003年 | ペスカロロ・スポール         | ステファン・サラザン ジャン＝クリストフ・ブイヨン | クラージュ・C60-プジョー        | LMP900   | 356  | 8位      | 6位        |